# 薬師寺道代
薬師寺 道代（やくしじ みちよ、1964年5月3日 - ）は、日本の政治家、医学者、医師。学位は博士（医学）（1996年）。
参議院議員（1期）、みんなの党総務委員長などを歴任した。

## 来歴

### 生い立ち
福岡県久留米市出身。父親は、医師で久留米大学の学長を務めた薬師寺道明。福岡教育大学附属久留米小学校、福岡教育大学附属久留米中学校、福岡県立修猷館高等学校を経て、1989年に東京女子医科大学医学部を卒業し、医学士の称号を取得。同年に医師免許を取得。1996年に博士（医学）の学位を取得した。
2003年、愛知みずほ大学大学院の特任教授に就任。また、内閣官房構造改革特別区域推進本部において評議員を2003年から2010年まで務めた。また、九州大学の大学院に進学し、医学系学府の医療経営・管理学専攻を2005年に修了し、医療経営・管理学修士（専門職）の学位を取得した。同年、NPO法人からだとこころの発見塾理事に就任。

### 政治家として
2010年の第22回参議院議員通常選挙に愛知県選挙区からみんなの党公認で出馬するも、次点の4位で落選。
2011年の愛知県知事選挙にみんなの党公認で出馬するも、4位で落選。
2013年の第23回参議院議員通常選挙に愛知県選挙区からみんなの党公認で出馬し、3位で初当選した。
2014年11月28日、みんなの党が解党。同年12月18日、水野賢一らが設立した院内会派無所属クラブに参加した。2016年、無所属クラブの会派代表に就任。2017年11月1日に行われた首班指名選挙では安倍晋三に票を投じた。
改選を迎える2019年の第25回参議院議員通常選挙に対しては、自由民主党に入党の上、薬師寺の出身地である福岡県選挙区から出馬する可能性が一部報道で取り沙汰されたが薬師寺はこれを否定した。また、2019年2月19日、自民党の岸田文雄政調会長と甘利明選対委員長が国会内で会談し、甘利は、同年夏の参院選広島県選挙区に向けて現職の溝手顕正のほか2人目を擁立する考えを岸田に述べ、理解を求めた。このとき、広島県選挙区の2人目の候補者として、広島県議会議員の河井案里とともに薬師寺の名前が挙がった。
2019年2月6日、愛知2区を地盤とする田畑毅衆議院議員が準強制性交容疑で刑事告訴される。田畑は3月1日に辞職。これにより薬師寺は田畑の後任を狙うこととなった。
同年5月18日、薬師寺は記者会見し、自民党に入党の上、参院選には立候補せず、次期衆院選に愛知2区からの立候補を目指すことを正式に表明した。 同年6月14日、薬師寺の入党が了承された。7月28日をもって参議院議員を任期満了で退任。
2021年1月下旬、新型コロナウイルスの感染拡大に伴い本業の医師としての活動に専念するため衆議院議員総選挙の立候補を取りやめることを決断し、自民党愛知県連会長の藤川政人に意向を伝えた。2月3日、報道各社が出馬取りやめの経緯等を報じた。
2024年10月27日執行の第50回衆議院議員総選挙では、自民党比例九州ブロック単独第28位で擁立されたが、落選。
2025年5月14日、国民民主党は同年夏の第27回参議院議員通常選挙の比例代表に薬師寺を擁立すると発表した。7月20日の投開票の結果、14,448票を獲得したが国民民主党の当選者7人に対し12位で落選。

## 政策・主張

### 憲法
- 憲法改正について、2013年のアンケートで「賛成」と回答[19]。
- 9条改憲について、2013年の毎日新聞社のアンケートで「改正して、自衛隊の役割や限界を明記すべき」と回答[20]。「憲法9条を改正して、自衛権を明記し、国防軍の保持を規定すべきだ」との問題提起に対し、2013年の朝日新聞社のアンケートで「どちらとも言えない」と回答[19]。

### 外交・安全保障
- 「集団的自衛権を行使できるよう、憲法解釈を見直すべきだ」との問題提起に対し、2013年の毎日新聞社のアンケートで「賛成」と回答[20]。
- 「他国からの攻撃が予想される場合には先制攻撃もためらうべきではない」との問題提起に対し、2013年のアンケートで「どちらかと言えば賛成」と回答[19]。
- 「北朝鮮に対しては対話よりも圧力を優先すべきだ」との問題提起に対し、2013年のアンケートで「どちらとも言えない」と回答[19]。
- 普天間基地の移設問題について、2013年の毎日新聞社のアンケートで「名護市辺野古に移設すべき」と回答[20]。
- 日本による過去の植民地支配と侵略を認めて謝罪した「村山談話」の見直し論議について、2013年の毎日新聞社のアンケートで「見直すべき」と回答[20]。
- 従軍慰安婦に対する旧日本軍の関与を認めた「河野談話」の見直し論議について、2013年の毎日新聞社のアンケートで「見直すべき」と回答[20]。

### その他
- 「治安を守るためにプライバシーや個人の権利が制約されるのは当然だ」との問題提起に対し、2013年のアンケートで「どちらとも言えない」と回答[19]。
- 永住外国人への地方参政権付与について、2013年のアンケートで「反対」と回答[19]。
- 首相の靖国神社参拝について、2013年のアンケートで「どちらかと言えば賛成」と回答[19]。同年8月15日、薬師寺は靖国神社に参拝した[21]。

## 選挙歴
| 当落 | 選挙                     | 執行日         | 年齢 | 選挙区           | 政党       | 得票数     | 得票率 | 定数 | 得票順位 /候補者数 | 政党内比例順位 /政党当選者数 |
| ---- | ------------------------ | -------------- | ---- | ---------------- | ---------- | ---------- | ------ | ---- | ------------------ | ---------------------------- |
| 落   | 第22回参議院議員通常選挙 | 2010年07月11日 | 46   | 愛知県選挙区     | みんなの党 | 52万9130票 | 16.49% | 3    | 4/7                | /                            |
| 落   | 2011年愛知県知事選挙     | 2011年2月6日   | 46   | ーー             | みんなの党 | 32万4222票 | 10.62% | 1    | 4/5                | /                            |
| 当   | 第23回参議院議員通常選挙 | 2013年07月21日 | 49   | 愛知県選挙区     | みんなの党 | 34万7411票 | 11.64% | 3    | 3/10               | /                            |
| 落   | 第50回衆議院議員総選挙   | 2024年10月27日 | 60   | 比例九州ブロック | 自由民主党 | ーー票     | ーー   | 20   | /                  | 14/7                         |
| 落   | 第27回参議院議員通常選挙 | 2025年07月20日 | 61   | 参議院比例区     | 国民民主党 | 1万4448票  |        | 50   | 12/19              | 12/7                         |